# Новоостанково
Новооста́нково (рос. Новоостанково, башк. Яңы Останков) — присілок у складі Бакалинського району Башкортостану, Росія. Входить до складу Старокуручевської сільської ради.
Населення — 12 осіб (2010; 28 у 2002).
Національний склад:
- росіяни — 86 %